# Korczówka (województwo mazowieckie)
Korczówka – wieś sołecka w Polsce położona w województwie mazowieckim, w powiecie łosickim, w gminie Olszanka.
| SIMC    | Nazwa    | Rodzaj    |
| ------- | -------- | --------- |
| 1054825 | Borowina | część wsi |

W latach 1975–1998 miejscowość administracyjnie należała do województwa bialskopodlaskiego.
W pobliżu Korczówki bierze początek rzeka Toczna lewy dopływ Bugu.
Wierni Kościoła rzymskokatolickiego należą do parafii Najświętszego Serca Pana Jezusa w Próchenkach.